# Special A
Special A (S·A(スペシャル·エー), S·A (Supesharu Ē)) est un shōjo manga de Minami Maki. Il a été prépublié entre avril 2003 et mars 2009 dans le magazine Hana to Yume de l'éditeur Hakusensha et a été compilé en un total de dix-sept volumes. La version française est éditée en intégralité par Tonkam.
Une adaptation en série télévisée d'animation de 24 épisodes produite par les studios Gonzo et AIC a été diffusée entre avril et septembre 2008. Dans les pays francophones, elle est licenciée par Black Box et a été diffusée sur la chaine GONG.

## Synopsis
Depuis toute petite, Hanazono Hikari est la meilleure dans tous les domaines... Jusqu'à ce qu'arrive Kei Takishima, le fils du Président du groupe Takishima, qui lors d'un match de catch improvisé, la bat à plate couture. Depuis cette humiliation, Hikari n'a qu'une seule idée en tête : battre Takishima. Elle supplie donc son père qui l'envoie au même lycée que son adversaire, la prestigieuse académie Hakusenkan, bien que n'étant pas aussi fortunée que lui, et rentre immédiatement dans la S.A. Une classe qui réunit les sept meilleurs élèves de l'école. Cette classe, en plus d'offrir de nombreux avantages aux élèves qui la côtoient tels qu'une gigantesque serre appelée "le paradis" montrant la réelle beauté du lieu servant à leur cours ou encore un uniforme différent, attire également la jalousie des élèves des autres classes du lycée. Elle se met alors à défier Takishima dès qu'une occasion se présente mais elle échoue à chaque fois et reste l'éternelle "Numéro 2" (に-さん, Ni-san), comme ça plait à Takishima.
Mais Hikari est tellement obnubilée par son désir de victoire qu'elle ne s'aperçoit pas que Kei est en réalité bien plus que son rival et qu'il est tombé amoureux d'elle...

## Personnages
La S.A réunit les sept meilleurs élèves d'Hakusenkan qui doivent se battre pour conserver leurs places. Ils bénéficient notamment de privilèges comme une immense serre où ils peuvent se reposer... Ils sont appréciés mais aussi enviés dans toute l'école, ce qui peut leur causer quelques torts. Ils portent un uniforme différent et un badge ce qui permet de les différencier des autres élèves. Kei va tomber amoureux de Hikari mais elle mettra beaucoup de temps à s'en rendre compte, elle qui ne le voyait que comme un rival va alors le voir autrement.
Kei Takishima (滝島 彗, Takishima Kei)
Kei est le héros de l'histoire, il est classé premier devant Hikari, qui le considère comme son rival. Il a toujours été terriblement amoureux d'elle, même si malgré ses efforts elle ne s'en aperçoit pas. Kei est l'héritier de la famille Takishima, qui est une grande entreprise japonaise. C'est quelqu'un de très froid, voire glacial avec les autres personnages sauf avec ses amis (les membres de la spécial A), mais il devient normal devant Hikari car il est fou amoureux d'elle. Il n'aime pas quand Hikari s'approche trop des membres du conseil des élèves. On a vraiment l'impression que c'est lui qui dirige la compagnie Takishima car son père, un peu "chochotte", lui demande toujours de tenir les réunions à sa place. Il travaille jour et nuit pour le lycée et pour la compagnie. Il ne se repose jamais.
Hikari Hanazono (華園 光, Hanazono Hikari)
Hikari Hanazono est l'héroïne de l'histoire. Elle est classée deuxième après Kei. Depuis le jour où elle se fit battre dans un match de catch par Kei, elle ne vit que pour une raison, le battre, quelle que soit la matière, c'est pourquoi elle obligea son père, charpentier à l'intégrer dans ce lycée très élitiste. Elle n'est pas très douée en cuisine, même pas du tout, ainsi qu'en vaisselle. C'est un personnage très attachant qui n'abandonne jamais. Elle aura des sentiments amoureux envers Kei au fur et à mesure des épisodes puis lui avouera lors de leurs retrouvailles dans un autre pays.
Jun Yamamoto (山本 純, Yamamoto Jun)
Fils d'une diva de la chanson et d'un producteur de musique, il est classé troisième. Sa sœur et lui sont très attachés à Ryu Tsuji. Il pratique du violon mais comme sa sœur, il n'est pas très doué. Il a une deuxième personnalité « Bad Boy » déclenchée par le fait que quand il était petit il regardait une émission sur les techniques de drague à la télévision et fut complètement hypnotisé par celle-ci. Cette deuxième personnalité, qui sommeille en lui, ne peut être déclenchée que par un baiser. Ce qui peut l'arrêter est la voix horrible de sa sœur Mégumi qui le fait tomber dans les pommes et ainsi lui fait retrouver ses esprits. Mais lorsqu'il tombera amoureux de Sakura, il changera toutes les deux minutes rien qu'en la voyant et finalement redeviendra normal en s'habituant peu à peu à son contact.
Megumi Yamamoto (山本 芽, Yamamoto Megumi)
Megumi Yamamoto, fille d'une diva de la chanson et d'un producteur de musique, elle est classée quatrième après son frère jumeau Jun Yamamoto. Elle ne parle jamais pour conserver sa voix mais en fait la réalité est tout autre. Elle utilise un cahier pour se faire entendre. Elle chante très bien si elle chante à une distance respectable des oreilles de ses compagnons. Elle s'entend très bien avec Yahiro Saiga, la seule personne avec qui elle parlera oralement durant un rendez-vous.
Elle adore Ryu tout comme son frère Jun.
Tadashi Karino (狩野 宙, Karino Tadashi)
Il est le fils de la directrice du lycée, classé cinquième. Il raffole de la nourriture d'Akira. Il vagabonde souvent, n'aimant pas se retrouver en groupe cependant il aime passer du temps avec Akira. En revanche il est son souffre-douleur attitré. Il aime évidemment Akira mais n'est pas vraiment très mûr. Pourtant ces actions prouveront sa maturité et son engagement vis-à-vis d'Akira.
Akira Todo (東堂 明, Tōdō Akira)
Akira Todo, meilleure amie d'Hikari, classée sixième. Elle est la fille du président d'une compagnie aérienne. Elle ne supporte pas que Kei rabaisse Hikari. Elle connait Kei et Yahiro depuis qu'elle est enfant et déteste ce dernier car il a fait partir sa « meilleure amie » de l'époque, Sayo, qui n'était en réalité intéressée que par son argent. Il ne le fit que pour la protéger car Yahiro a toujours été amoureux d'elle et ne souhaitait en aucun cas faire son malheur mais Akira compris tout ceci d'une manière différente. Elle ne voyait en Yahiro qu'un tyran qui ne cesserait jamais de la faire souffrir. C'est alors qu'elle décida de ne plus jamais le revoir. Elle est également douée en cuisine mais n'aime pas les manières de Tadashi Karino. Elle est également amoureuse de lui.
Ryu Tsuji (辻 竜, Tsuji Ryū)
Il est le fils d'un fabricant d'articles de sport, classé septième après Akira. Il a partagé son enfance avec Jun et Megumi et continue d'ailleurs de vivre avec eux dans son appartement. Il semble beaucoup apprécier les animaux et en possède énormément chez lui dans une sorte de réserve privée. C'est un personnage très intelligent qui pourrait facilement rivaliser avec Hikari ou même Kei. Pendant les interrogations, il est cependant trop occupé par Mégumi et Jun. De ce fait, il ne se concentre pas suffisamment. Il reste quand même 7e en utilisant moins de la moitié de ses capacités.

## Manga
La série de manga écrite et dessinée par Minami Maki a été prépubliée entre avril 2003 et mars 2009 dans le magazine Hana to Yume. Les dix-sept volumes reliés ont été publiés par Hakusensha entre le 16 juillet 2004 et le 19 juin 2009,. Un spin-off intitulé S.A Special A: Jôgai Rantô a également été publié le 20 février 2013.
La version française est publiée en par Tonkam depuis avril 2009, et les dix-sept tomes sont disponibles depuis novembre 2011. Le spin-off est également sorti en septembre 2013.

## Anime
L'adaptation en série télévisée d'animation a été annoncée en octobre 2007. Produite par les studios Gonzo et AIC, elle a été diffusée du 6 avril au 24 septembre 2008 sur Chiba TV.
Dans les pays francophones, elle est licenciée en DVD par Black Box, et a été diffusée sur la chaine GONG à partir de janvier 2010.

### Liste des épisodes
| No | Titre français                  | Titre japonais    | Titre japonais                | Date de 1re diffusion |
| No | Titre français                  | Kanji             | Rōmaji                        | Date de 1re diffusion |
| -- | ------------------------------- | ----------------- | ----------------------------- | --------------------- |
| 1  | Hikari • Kei                    | 光·彗             | Hikari·Kei                    | 6 avril 2008          |
| 2  | Fierté • Catch                  | プライド·プロレス | Puraido·Puroresu              | 13 avril 2008         |
| 3  | Boule de riz • Sincérité        | おにぎり･まごころ | Onigiri･Magokoro              | 20 avril 2008         |
| 4  | Frère • Maitre                  | 兄弟･先生         | Kyōdai･Sensei                 | 27 avril 2008         |
| 5  | Festival • Duel                 | 祭り･勝負         | Matsuri･Shōbu                 | 4 mai 2008            |
| 6  | Invitation • Manoir Saiga       | 招待状･雑賀邸     | Shōtaijō·Saiga Yakushi        | 11 mai 2008           |
| 7  | Sensibilité • Aveuglement       | 敏感·鈍感         | Binkan·Donkan                 | 18 mai 2008           |
| 8  | Voyage • Chien                  | 旅·犬             | Tabi·Inu                      | 25 mai 2008           |
| 9  | Villa • Lettre                  | 別荘·手紙         | Bessō·Tegami                  | 1er juin 2008         |
| 10 | Dernière place • Ryu            | 殿·竜             | Shingari·Ryū                  | 8 juin 2008           |
| 11 | Petite amie • Petit ami         | 彼女·彼氏         | Kanojo·Kareshi                | 15 juin 2008          |
| 12 | Fièvre • Passion                | 高熱·情熱         | Kōnetsu·Jōnetsu               | 22 juin 2008          |
| 13 | Magie • Amis                    | 魔法·友達         | Mahō·Tomodachi                | 29 juin 2008          |
| 14 | Je veux te protéger • Pardon    | 守りたい·ごめんね | Mamoritai·Gomen ne            | 6 juillet 2008        |
| 15 | Moralité • Supériorité          | 仁義·上等         | Jingi·Jōtō                    | 13 juillet 2008       |
| 16 | Je t'aime • Baiser              | 好き·キス         | Suki·Kisu                     | 20 juillet 2008       |
| 17 | Retenue • Sourire               | 遠慮·笑顔         | Enryo·Egao                    | 27 juillet 2008       |
| 18 | Tôdô • Karino                   | 東堂·狩野         | Tōdō·Karino                   | 3 août 2008           |
| 19 | La voix qui chante • Le méchant | 歌声·悪者         | Utakoe·Warumono               | 10 août 2008          |
| 20 | Élément déclencheur • Gouffre   | スイッチ·崖っぷち | Suitchi·Gakueppuchi           | 17 août 2008          |
| 21 | Comparer • Exaucer              | 敵う·叶う         | Kanau·Kanau                   | 24 août 2008          |
| 22 | Amour • Étrange                 | 恋·変             | Koi·Hen                       | 31 août 2008          |
| 23 | S.A • F.A.                      | SA·FA             | SA·FA                         | 7 septembre 2008      |
| 24 | Hanazono Hikari • Takishima Kei | 華園 光·滝島 彗   | Hanazono Hikari·Takishima Kei | 14 septembre 2008     |

### Musique
| Générique | Épisodes | Début        | Début                                                      | Fin                       | Fin                                                        |
| Générique | Épisodes | Titre        | Artiste                                                    | Titre                     | Artiste                                                    |
| --------- | -------- | ------------ | ---------------------------------------------------------- | ------------------------- | ---------------------------------------------------------- |
| 1         | 1 – 12   | Special Days | Yuko Goto, Hitomi Nabatame et Ayahi Takagaki               | Hidamari no Gate          | Jun Fukuyama, Hiro Shimono, Tsubasa Yonaga et Kazuma Horie |
| 2         | 13 – 24  | Gorgeous 4U  | Jun Fukuyama, Hiro Shimono, Tsubasa Yonaga et Kazuma Horie | Special Gyutto Good Luck! | Yuko Goto, Hitomi Nabatame et Ayahi Takagaki               |

### Doublage
| Personnages     | Personnages     | Voix japonaises | Voix françaises   |
| --------------- | --------------- | --------------- | ----------------- |
| Kei Takishima   | Kei Takishima   | Jun Fukuyama    | Pascal Gimenez    |
| Hikari Hanazono | Hikari Hanazono | Yuko Goto       | Justine Hostekint |
| Tadashi Karino  | Tadashi Karino  | Hiro Shimono    | Marc Wihlem       |
| Akira Todo      | Akira Todo      | Hitomi Nabatame | Dany Beneditto    |
| Ryu Tsuji       | Ryu Tsuji       | Kazuma Horie    | Laurent Pasquier  |